# Мастридия Иерусалимская
Мастридия Иерусалимская (ум. ок. 580 года) — христианская святая, дева-отшельница. Память в Православной церкви совершается 20 февраля (7 февраля по юлианскому календарю).
История о ней известна из сочинения Иоанна Мосха «Луг Духовный», а имя из Пролога. Согласно житию, Мастридия была жительницей Иерусалима. Чтобы избежать вожделений влюблённого в неё юноши, взяла корзинку с мочёными бобами и удалилась в пустыню. Спустя некоторое время она была встречена в пустыне неким отшельником, который начал расспрашивать её, что она делает в пустыне. Мастридия рассказала ему о причине, по которой она стала отшельницей, и о своей жизни в пустыне:

— Сколько же времени ты прожила здесь?

— По благодати Христа, семнадцать лет.

— Но как же ты питалась?

Отшельница, показав корзинку с мочёными бобами, отвечала: «Вот эта самая корзина, которую ты видишь, вместе со мною вышла из города. В ней было немного вот этих бобов… Но Бог оказал мне, недостойной, такую милость, что вот сколько времени я питаюсь ими, и они не убавляются».

Архиепископ Филарет (Гумилевский) считает, что Мастридия Иерусалимская скончалась не позднее 580 года.